# 킹 크룰

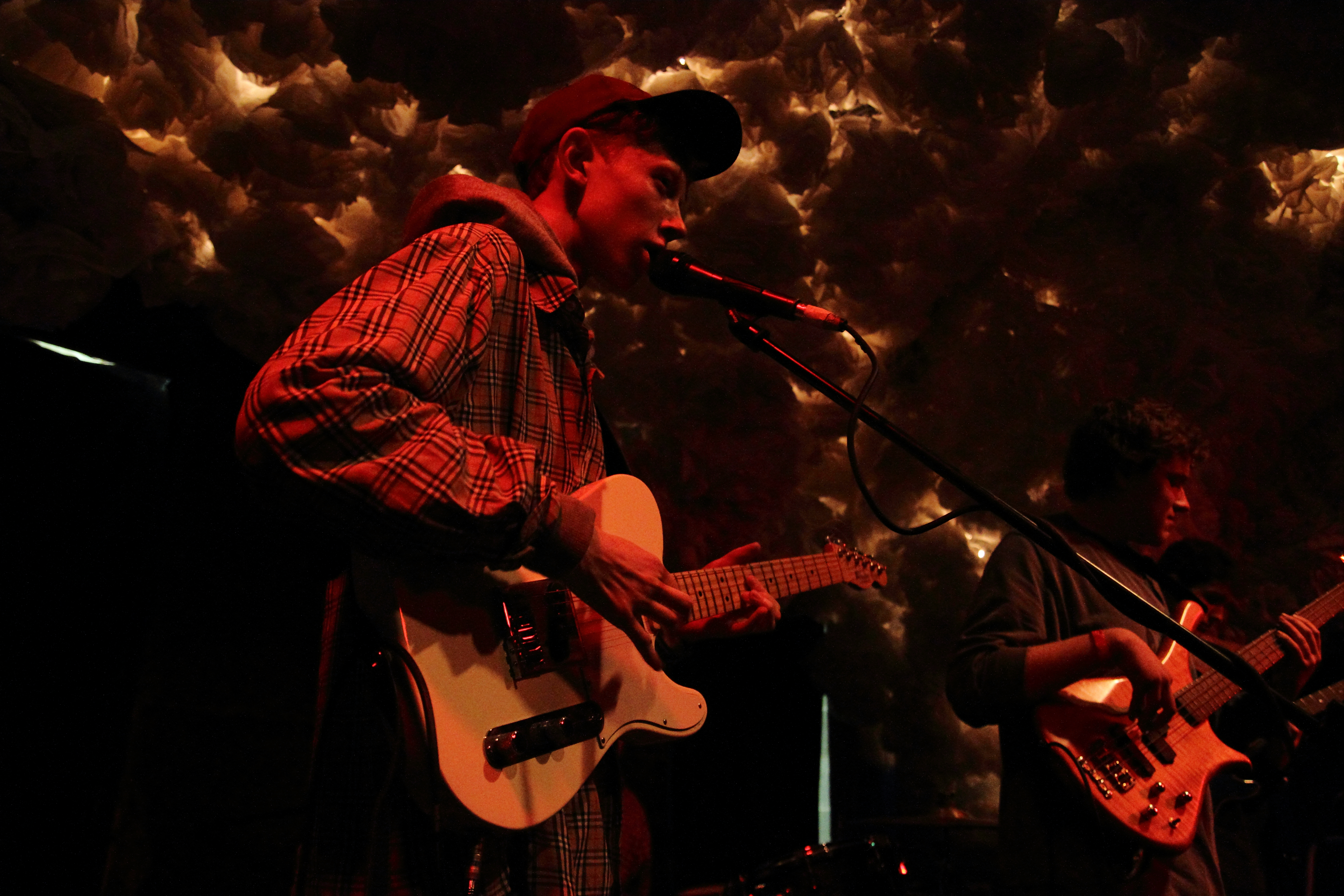

킹 크룰(king krule)은 1994년 생 영국 뮤지션이다. 락부터 재즈까지 다양한 음악을 다루고 있으며 독특한 색깔의 음악을 지향한다.
2013년에 데뷔 앨범으로 '6 feet beneath the moon'을 발매하였다.